# Enrique Kistenmacher

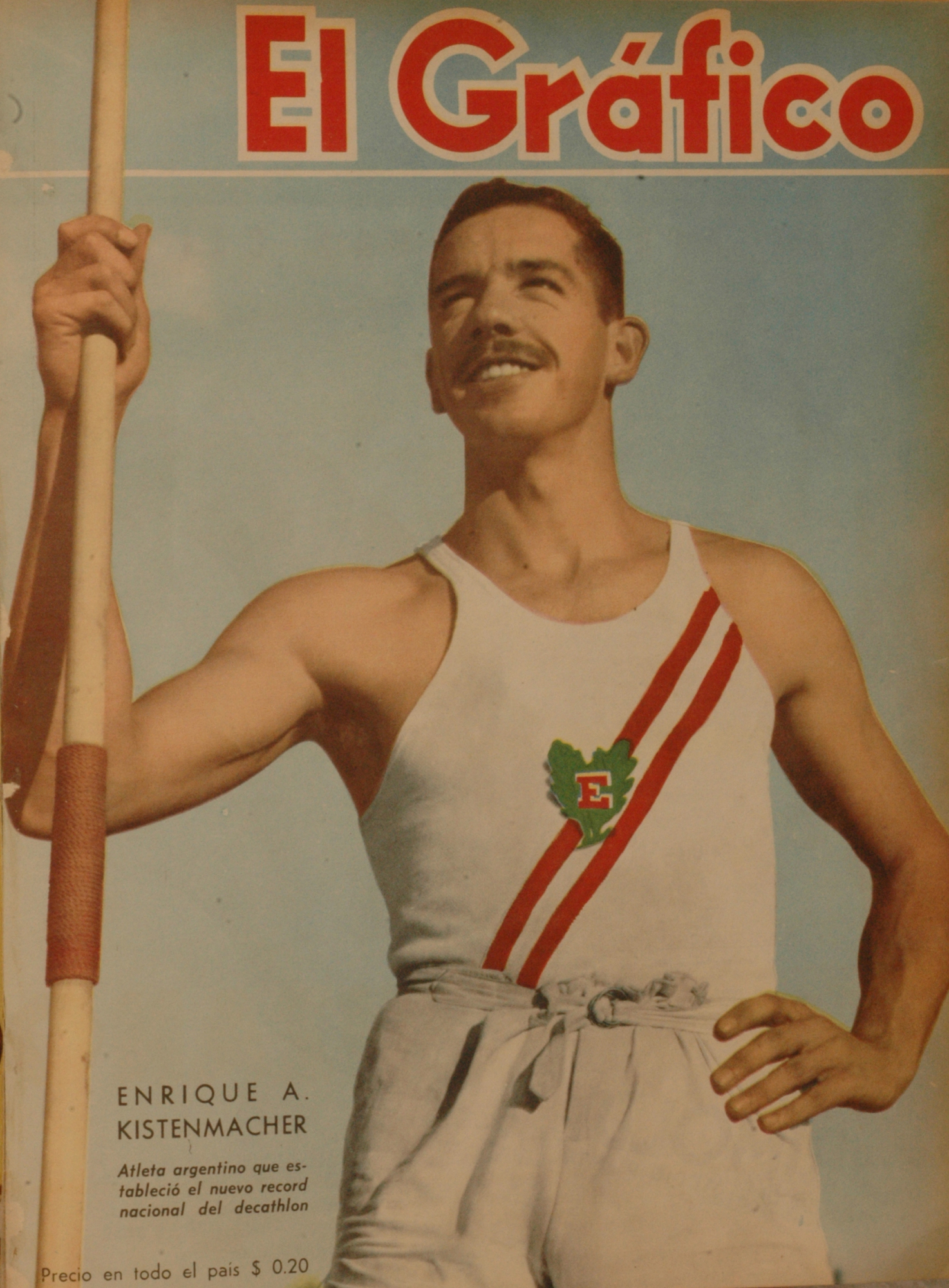
Enrique Kistenmacher

Enrique Alberto Kistenmacher (* 8. April 1923; † März 1990) war ein argentinischer Leichtathlet, der bei den Olympischen Spielen 1948 den vierten Platz im Zehnkampf erreichte.
Kistenmacher gewann seine ersten internationalen Medaillen bei den Südamerikameisterschaften 1947 in Rio de Janeiro. Im Weitsprungwettbewerb gelang ihm ein Sprung von 7,07 Metern, mit dem er bei drei Zentimetern Rückstand auf den Sieger den dritten Platz belegte. Sehr viel deutlicher fiel das Ergebnis im Zehnkampf aus: Kistenmacher siegte mit 7011 Punkten vor dem Peruaner Eduardo Julve mit 6460 Punkten. Mit seiner im Zehnkampf erzielten Weite von 7,20 Metern hätte Kistenmacher auch den Wettkampf im Weitsprung gewonnen.
Bei den Olympischen Spielen 1948 in London qualifizierte sich Kistenmacher mit 7,18 Metern für das Weitsprungfinale, belegte dort aber mit 6,80 Metern nur den zehnten Platz. Im Zehnkampf erreichte er nach zwei Tagen 6929 Punkte, die nach der seit 1985 gültigen Tabelle 6542 Punkten entsprechen. Während der US-Amerikaner Bob Mathias mit 7139 Punkten sicher gewann, lagen der Franzose Ignace Heinrich mit 6974 Punkten und der zweite US-Amerikaner Floyd Simmons mit 6950 Punkten nur knapp vor Kistenmacher. Mit
10,9 Sekunden über 100 Meter, 7,08 Meter im Weitsprung und 50,5 Sekunden im 400-Meter-Lauf gewann Kistenmacher drei Teildisziplinen.
Seine persönliche Bestleistung im Weitsprung stellte Kistenmacher bei den Südamerikameisterschaften 1949 in Lima auf, mit 7,365 Metern hatte er 25 Zentimeter Vorsprung auf den Chilenen Carlos Vera. Im Zehnkampf erreichte er 6853 Punkte und lag über 600 Punkte vor dem Uruguayer Hércules Azcune. Einen letzten großen Auftritt hatte Kistenmacher bei den Südamerikameisterschaften 1952 in Buenos Aires, als er mit der argentinischen 4-mal-100-Meter-Staffel die Silbermedaille gewann.
Kistenmacher hatte bei einer Körpergröße von 1,80 Meter ein Wettkampfgewicht von 75 Kilogramm. 